# Ponera syscena
Ponera syscena är en myrart som beskrevs av Wilson 1957. Ponera syscena ingår i släktet Ponera och familjen myror. Inga underarter finns listade i Catalogue of Life.